# Црква Покрова Пресвете Богородице у Ваљеву
Црква Покрова Пресвете Богородице у Ваљеву, налази се на углу улица Војводе Мишића и Др Пантића, грађена је у периоду од 1836. до 1856. године. Представља непокретно културно добро као споменик културе од великог значаја.

## Историја цркве
Први документ из историје градње данашње ваљевске цркве, посвећене Покрову Пресвете Богородице, јесте писмо кнеза Милоша бр.1828 од 1/13. јула 1832. године, упућено Суду ваљевске нахије. Одговарајући на молбу Ваљеваца, Кнез Милош Обреновић је не само дозволио, већ заповедио Обшчеству ваљевском „да се постара што пре нову цркву, приличне величине Ваљеву начинити.... јер се у старој ваљевској цркви богослужења не могу обављати...”. Кнез одређује и локацију новог храма, опредељујући је на месту „где је пре црква преко Колубаре била...”. Радови на градњи цркве су почели 13/25. априла 1836. године. Понела је име капеле која се налазила уз ваљевски двор Јеврема Обреновића, тадашњег обор-кнеза Ваљевске и Шабачке нахије. У реализацију су били укључени тада најпознатији мајстори као што су Коста Димовић, Димитрије Сотировић, Теодор Теодоровић.

## Изглед цркве
Црква је издужене основе, са источним делом решеним као триконхос, док се на западу уздиже висок звоник, који је, као и други делови грађевине решен у стилу клацизма, са декоративним елементима у облику слепих аркада, пиластара, лазена хоризонталног венца. Кров је двоводни са лимом као покривачем.
У унутрашњости храма је доминантан високи иконостас из 1865. године, реализован у духу класицизма, са иконама које је насликао Никола Марковић, познати српски сликар друге половине 19. века. Генерална рестаурација цркве започета је у мају 2008. године и трајала је до октобра 2009. године. Надзор на обнови је био Завод за заштиту споменика културе Ваљево.

### Књиге и часописи
- Перуничић, Бранко (1973). Град Ваљево и његово управно подручје : 1815-1915. Ваљево: Историјски архив - Ваљево, (Београд : "Привредни преглед").  96435468
- Савић, Велибор Берко (1992). „Ваљевска црква”. Ваљевац — Велики народни календар за просту 1993. Ваљево: Агенција Ваљевац, (Ваљево : Ваљевска штампарија): 193—205.  11863564
- Стаменић, Драган; Ћеранић, Зорица; Николић, Милоје Ж.; Арсић, Радивоје; Дражић, Тихомир; Марковић, Милан; Пејић, Светлана; Ћирић, Весна (2006). Споменичко наслеђе Колубарског и Мачванског Округа. Ваљево: Завод за заштиту споменика културе Ваљево, (Ваљево : Ваљево принт). ISBN 978-86-904745-2-3.  131307532

### Правни акти
- „Одлука о проглашавању непокретних културних добара, Број 011-11/85-04 од 10. IX 1985, Скупштина општине Ваљево, Председник скупштине општине Ваљево, Борко Митровић, с. р.” (PDF). Службени гласник општине Ваљево, бр. 11. 10. 9. 1985. стр. 93—95. Приступљено 12. 5. 2021.